# Le Poët
Le Poët – miejscowość i gmina we Francji, w regionie Prowansja-Alpy-Lazurowe Wybrzeże, w departamencie Alpy Wysokie.

## Demografia
Według danych na rok 1990 gminę zamieszkiwało 587 osób, a gęstość zaludnienia wynosiła 38 osób/km². W styczniu 2015 r. Le Poët zamieszkiwały 763 osoby, przy gęstości zaludnienia wynoszącej 49,2 osób/km².